# Pluimveerecht
Een agrariër in Nederland moet over pluimveerechten of pluimvee-eenheden beschikken om pluimvee te mogen houden. Deze pluimveerechten kunnen tussen agrariërs worden verhandeld in de vorm van koop- of leaserechten. Tot 2018 bemiddelde makelaars in de overdracht van de pluimveerechten. Sinds 2019 kunnen pluimveerechten ook autonoom door de agrariërs zelf worden verhandeld via een onafhankelijk handelsplatform. De rechtenhandel wordt hierdoor transparanter en goedkoper aangezien de kopende boer en verkopende boer rechtstreeks met elkaar onderhandelen en vrij zijn in het bepalen van hun eigen prijzen.
Om de mestproductie in Nederland te beteugelen mag men niet zo maar grote aantallen kippen (of varkens) gaan houden. Daartoe dient men te beschikken over pluimveerechten, na 1 januari 2006 pluimvee-eenheden genoemd. Pluimveerechten zijn ingevoerd in 1998. Ze zijn verhandelbaar, dus als een boer stopt kan hij zijn rechten verkopen aan een ander. Pluimveerechten zijn gebaseerd op de hoeveelheid fosfaat die een kip per jaar in de mest uitscheidt. 1 pluimvee-eenheid (PE) komt sinds 2006 overeen met 0,5 kg fosfaat(productie), ofwel 1 legkip. Een vleeskuiken produceert (op jaarbasis) minder fosfaat, daarvoor heeft een pluimveehouder maar 0,48 PE nodig.
Een boer mag dus niet meer kippen houden dan hij pluimvee-eenheden heeft. Omdat op grote bedrijven het aantal aangeleverde dieren soms iets hoger is dan de boer bestelt (alle uit het ei gekomen kuikens moeten immers een plaatsje krijgen...) is er bij de controle op deze regel een beetje speelruimte: een boer mag op geen enkele dag méér kippen in zijn stal hebben dan 115% van zijn rechten.
In de wet staat dat pluimveerechten zullen vervallen in 2015. De verwachting is dat tegen die tijd het mestgebruik in Nederland zó gereguleerd is dat een groei van de pluimveestapel niet meer leidt tot onverantwoord mestgebruik. Andere technieken, zoals mestverbranding zullen dan algemeen kunnen zijn. Tot op heden zijn de pluimveerechten echter nog in gebruik en de verwachting is dat deze in 2028 zullen vervallen.